# Калорична теория
Калоричната теория е остаряла научна теория, според която топлината представлява особено вещество (топлород). При топлообмена то се премества от по-топлите към по-студените тела. Теорията е създадена в края на 18 век от Антоан Лавоазие, който обяснява горенето като процес на оксидация и отхвърля по-ранната теория за флогистона. В средата на 19 век калоричната теория на свой ред е заменена със съвременната кинетична теория на топлината.